# ميركو إيفانوفسكي
ميركو إيفانوفسكي (بالمقدونية: Мирко Ивановски) هو لاعب كرة قدم شمال مقدوني في مركز الهجوم، ولد في 31 أكتوبر 1989 في بيتولا في مقدونيا الشمالية. شارك مع منتخب جمهورية مقدونيا تحت 17 سنة لكرة القدم ومنتخب جمهورية مقدونيا تحت 19 سنة لكرة القدم ومنتخب مقدونيا الشمالية تحت 21 سنة لكرة القدم ومنتخب مقدونيا الشمالية لكرة القدم. أما مع النوادي، فقد لعب مع أركا غدينيا واف كي مقدونيا وبولو سبور ودينامو بوخارست وسلافيا براغ وسي إف آر كلوج ونادي أسترا جورجو ونادي بيليستر ونادي ديوسجوري ونادي سلافن بيلوبو ونادي مول فيهيرفار وهايدوك سبليت.

## وصلات خارجية
- ميركو إيفانوفسكي على موقع الاتحاد الأوربي (الإنجليزية)
- ميركو إيفانوفسكي على موقع اتحاد تركيا (لاعب) (الإنجليزية)
- ميركو إيفانوفسكي على موقع قاعدة بيانات كرة القدم.إي يو (الإنجليزية)
- ميركو إيفانوفسكي على موقع ناشيونال فوتبول تيمز (الإنجليزية)
- ميركو إيفانوفسكي على موقع Soccerway.com (الإنجليزية)
- ميركو إيفانوفسكي على موقع عالم كرة القدم.نت (الإنجليزية)
- ميركو إيفانوفسكي على موقع AS.com (الإسبانية)